# Roy Evans (Musiker)
Roy Evans war ein US-amerikanischer Sänger, Schlagzeuger und Pianist.
Roy Evans spielte 1925 in New Orleans als Schlagzeuger bei den Imperial Serenaders (Climax Rag), zu denen wahrscheinlich auch George Lewis gehörte. In der zweiten Hälfte der 1920er-Jahre wurde Evans, der afroamerikanischer Herkunft war, als jodelnder Sänger von Novelty Songs in Vaudeville- und Minstrel Shows bekannt; er sang im Stil von Jimmie Rodgers und Emmett Miller. 1928 entstanden in Atlanta Aufnahmen für Columbia Records unter eigenem Namen (Weary Yodelin’ Blues/I Ain’t Got Nobody). Bis 1931 nahm er weitere Platten auf; dabei wirkten Jazzmusiker wie Garvin Bushell, Tommy Dorsey, Benny Goodman (unter der Bandbezeichnung Rube Bloom and His Bayou Boys), Fud Livingston, Lee Morse, Red Nichols, Adrian Rollini, Frank Signorelli, Eddie Lang, Ben Selvin, Joe Venuti und Arthur Whetsol mit. Bei Dusky Stevedore (1928) wurde er von dem Pianisten James P. Johnson begleitet. Weitere Aufnahmen entstanden für Regal (The New St. Louis Blues). 1929 wirkte er in dem MGM-Musikfilm St Louis Blues mit.
Nach Ansicht von Bart Plantenga verarbeitete Evans nicht nur Blues-Phrasierungen und afroamerikanische Vokalstile, sondern auch Elemente der Blackface-Sänger (aus dem Vaudeville) und seines Vorbilds Jimmie Rodgers. Zu seinen bekanntesten Titeln gehörten ferner The Yodelin’ Man, Farmer John’s Yodel und Lonesome Yodelin’ Blues.

## Diskographische Hinweise
- Blue Yodelers 1928-1936, mit Jimmie Rodgers und Emmett Miller (Retrieval, ed. 1999)